# Hypodeva
Hypodeva är ett släkte av fjärilar. Hypodeva ingår i familjen trågspinnare.
Kladogram enligt Catalogue of Life:
| Hypodeva | \| \| Hypodeva barbata \| \| \| \| \| \| Hypodeva nocturna \| \| \| \| \| \| Hypodeva superba \| \| \| \| |
|          | \| \| Hypodeva barbata \| \| \| \| \| \| Hypodeva nocturna \| \| \| \| \| \| Hypodeva superba \| \| \| \| |
|          | Hypodeva barbata                                                                                          |
|          | |
|          | Hypodeva nocturna                                                                                         |
|          | |
|          | Hypodeva superba                                                                                          |
|          | |